# Kurtcebe Noyan
Kurtcebe Noyan (* 1888 in Sivas, Osmanisches Reich; † 7. Mai 1951 in Ankara) war ein türkischer General, der unter anderem von 1950 bis zu seinem Tod 1951 Oberkommandierender des Heeres (Türk Kara Kuvvetleri) war.

## Leben
Noyan absolvierte nach dem Schulbesuch die Heeresschule (Harp Okulu) und schloss diese 1909 als Leutnant (Teğmen) ab. Nach dem Besuch der Infanterieschule (Piyade Sınıf Okulu) 1911 war er Zugführer einer Infanteriekompanie und begann bereits 1913 die Ausbildung zum Stabsoffizier an der Heeresakademie (Harp Akademisi). Nach deren Abbruch fand er während des Ersten Weltkrieges zwischen 1914 und 1918 Verwendung in verschiedenen Einheiten und schloss nach Kriegsende seine Ausbildung zum Stabsoffizier an der Heeresakademie von 1918 bis 1920 ab. Danach wurde er zur 1. Armee versetzt, desertierte jedoch aus dieser während des Befreiungskrieg zwischen 1919 und 1923 und schloss sich nach seiner Flucht nach Anatolien der nationalen Armee der neu gegründeten Türkischen Republik an. Anschließend war er in dieser in verschiedenen Einheiten tätig.
Nach seiner Beförderung zum Brigadegeneral (Tuğgeneral) 1937 war Noyan stellvertretender Befehlshaber der 2. Kavallerie-Division. Bereits 1938 wurde er zum Generalmajor (Tümgeneral) befördert und fungierte erst als Befehlshaber der 2. Kavallerie-Division sowie anschließend als stellvertretender Kommandierender General des V. Korps. Nachdem er 1941 zum Generalleutnant (Korgeneral) befördert worden war, wurde er Kommandierender General des V. Korps und danach stellvertretender Leiter der Operationsabteilung im Generalstab der Türkei, ehe er zuletzt stellvertretender Oberbefehlshaber der 3. Armee wurde.
Am 31. Januar 1946 wurde er zum General (Orgeneral) befördert und als Nachfolger von General Sabit Noyan zum Oberbefehlshaber der 3. Armee (Üçüncü Ordu) ernannt. Diesen Posten bekleidete er bis zum 18. Mai 1948 und wurde danach durch General Mahmut Berköz abgelöst. Anschließend folgte er am 27. September 1948 Fuat Erdem als Generalsekretär des Obersten Verteidigungsrates (Yüksek Savunma Meclisi) und verblieb auf diesem Posten bis zu seiner Ablösung durch Yümnü Üresin am 1. Juli 1949. Als Nachfolger von Yümnü Üresin wurde er wiederum am 25. Mai 1950 Generalsekretär des Hohen Rates für Nationale Verteidigung (Millî Savunma Yüksek Kurulu), dessen Mitglied er zuvor seit dem 1. Juli 1949 war. Diese Funktion übte er bis zu seiner Ablösung durch Mahmut Berköz am 6. Juni 1950 aus.
General Noyan wiederum wurde am 6. Juni 1950 Nachfolger von General Mehmet Nuri Yamut als Oberkommandierender des Heeres (Türk Kara Kuvvetleri Komutanı) und übte diesen Posten bis zu seinem Tod am 7. Mai 1951 aus. Sein Nachfolger wurde daraufhin General Şükrü Kanatlı. Nach seinem Tode wurde Noyan, der verheiratet und Vater zweier Kinder war, auf dem Cebeci-Friedhof (Cebeci Şehitliği) von Ankara bestattet.